# 2000년 하계 올림픽 푸에르토리코 선수단
2000년 하계 올림픽 푸에르토리코 선수단은 오스트레일리아 시드니에서 열린 2000년 하계 올림픽에 참가한 푸에르토리코 선수단이다. 29명의 선수가 10개의 종목에 참가했다.

## 육상
남자 400m 계주
- 펠릭스 페르난데스, 오스발도 니에베스, 로겔리오 피자로, 호르게 리차르드손
  - 1라운드 — 40.12초 (→진출 실패)

여자 1600m 계주
- 밀리트자 카스트로, 베아트리즈 크루즈, 산드라 모야, 마리트자 살라스
  - 1라운드 — 3분 33.30초 (→진출 실패)